# Sichelgaita
Sichelgaita (Sikelgaita sau Sigelgaita) (n. 1040 – d. 16 aprilie 1090) a fost o principesă longobardă, fiică a principelui Guaimar al IV-lea de Salerno, devenită cea de a doua soție a normandului Robert Guiscard, duce de Apulia.

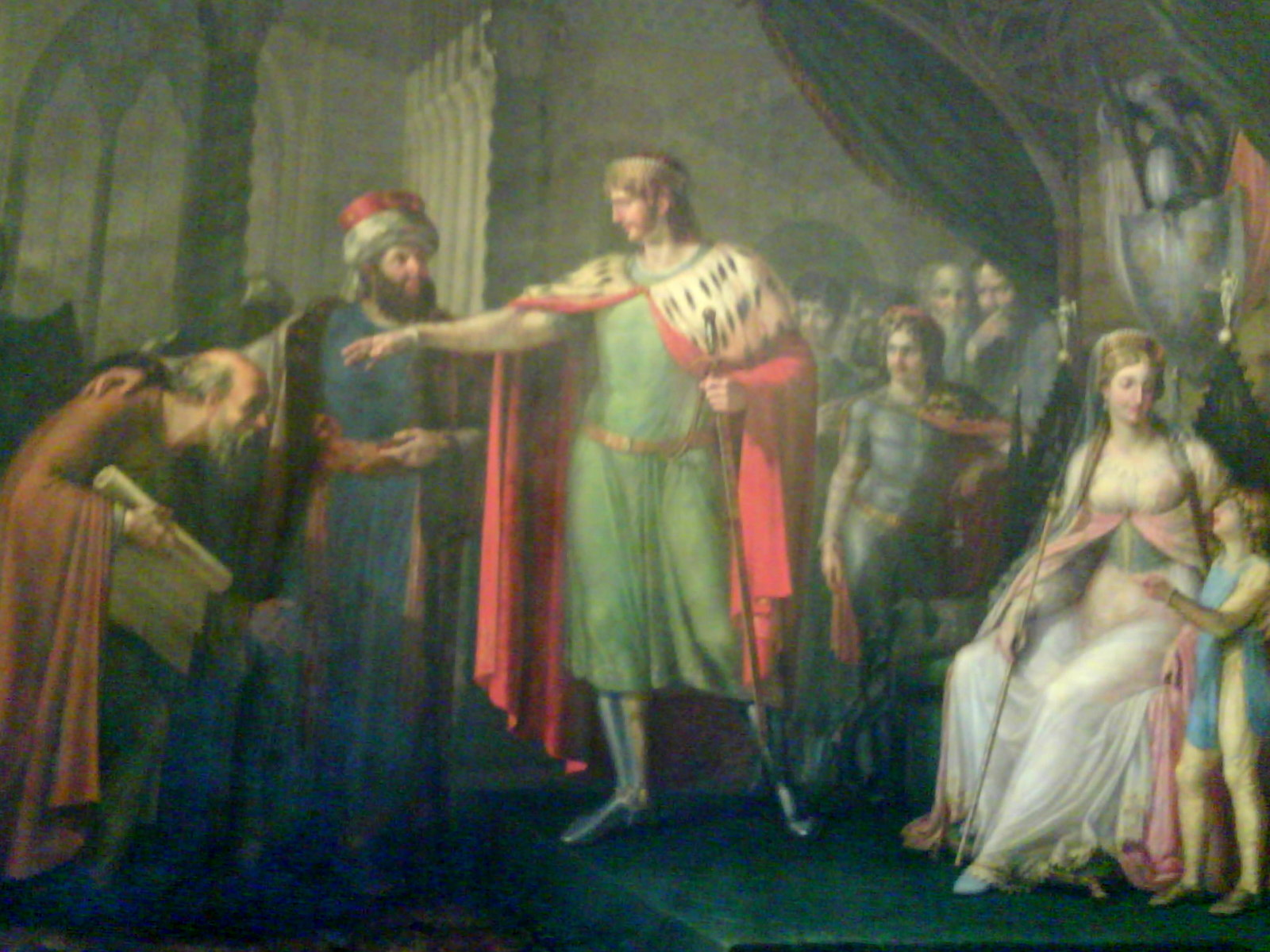
Robert Guiscard și familia sa

Sichelgaita s-a căsătorit cu Robert Guiscard în 1058, după ce acesta a divorțat de prima sa soție, Alberada, datorită unor suspiciuni de consanguinitate. Sora ei, Gaitelgrima se căsătorise anterior cu fratele vitreg al lui Robert, Drogo de Hauteville. Divorțul de Alberada și căsătoria cu Sichelgaita făceau probabil parte dintr-o strategie de alianță matrimonială cu principii longobarzi rămași în sudul Italiei, al căror conducător devenise Guaimar de Salerno. În ceea ce o privește, Alberada pare să nu fi avut strângeri de inimă față de desfacerea căsătoriei.
Sichelgaita a încercat să medieze între fratele ei, Gisulf al II-lea de Salerno și Robert atunci când relațiile dintre acestea s-au înrăutățit, însă rugămințile ei nu au avut efect și ea s-a conformat sorții avute de fratele ei în războiul cu normanzii din 1078.
Sichelgaita l-a însoțit frecvent pe Robert în campaniile sale de cucerire. Cu toate că la început ea a căutat să îl convingă să se abțină de la atacarea Bizanțului, ea l-a însoțit în campanie. În bătălia de Dyrrachion din 1081, ea a luptat alături de el, purtând armură, alăturându-se trupelor lui Robert atunci când acestea au fost inițial respinse de către armata bizantină. Potrivit cronicii Anei Comnena, ducesa normandă era "precum o altă Pallas, dacă nu o a doua Atena". În aceeași cronică, Alexiada, Ana atribuie Sichelgaiteiun citat din Iliada.
În 1083, Sichelgaita a revenit în Italia alături de Robert pentru a-l apăra pe Papa Grigore al VII-lea împotriva împăratului german Henric al IV-lea. Ea l-a însoțit pe Guiscard și în cea de a doua campanie antibizantină din Balcani, încheiată însă odată cu moartea lui Robert în Cefalonia în 1085, având-o pe Sichelgaita la căpătâi. La începutul lui 1086, Sichelgaita se afla în Salerno, pentru a face donația orașului Centraro în favoarea abației de Montecassino, pe care cuplul ducal o înzestrare cu numeroase daruri anterior. De asemenea, Sichelgaita a donat mari cantități de argint și atunci când a fost bolnavă.
A existat presupunerea că ar fi încercat să îl otrpvească pe Boemund de Taranto, fiul lui Guiscard din prima căsătorie, deși cele două soții ale lui Guiscard au ajuns la un acord, prin care fiului Sichelgaitei, Roger Borsa i s-a permis să preia succesiunea integrală a lui Robert în ducatul Apuliei.
La moartea sa, potrivit dorinței sale, Sichelgaita a fost înmormîntată la Montecassino.

## Copii
Împreună cu Robert Guiscard, Sichelgaita a avut opt copii:
- Mafalda (n. 1059/1060 – d. 1108), căsătorită cu contele Ramon Berenguer al II-lea de Barcelona, iar apoi cu vicontele Aimeric I de Narbonne
- Roger Borsa (n. 1060/1061 – d. 1111), duce de Apulia
- Guy (d. 1107), duce de Amalfi și de Sorrento
- Robert Scalio (d. 1110)
- Sibila, căsătorită cu contele Ebles al II-lea de Roucy
- Mabilia (Mabel), căsătorită cu Guillaume de Grandmesnil
- Heria, căsătorită cu contele Ugo al V-lea de Maine
- Olimpia, logodită cu Constantin al X-lea Ducas, fiul împăratului bizantin Mihail al VII-lea Ducas cu Maria de Alania, în 1074